# Poecilopsis boreas
Poecilopsis boreas är en fjärilsart som beskrevs av Harrison. Poecilopsis boreas ingår i släktet Poecilopsis och familjen mätare. Inga underarter finns listade i Catalogue of Life.